# Верхня Ладка
Верхня Ла́дка (рос. Верхняя Ладка, ерз. Верце Ладка) — присілок у складі Ічалківського району Мордовії, Росія. Входить до складу Ладського сільського поселення.

## Населення
Населення — 11 осіб (2010; 26 у 2002).
Національний склад (станом на 2002 рік):
- росіяни — 100 %